# Schoenfels
Schoenfels (en luxemburguès: Schëndels; en alemany: Schönfels) és una vila de la comuna de Mersch situada a la vora del riu Sauer al districte de Luxemburg del cantó de Mersch. Està a uns 12,2 km de distància de la ciutat de Luxemburg. Està a la sortida 3 de l'autopista A7, que va des de Ciutat de Luxemburg a Clervaux.